# Northumberland Coast

Northumberland Coast (AONB)

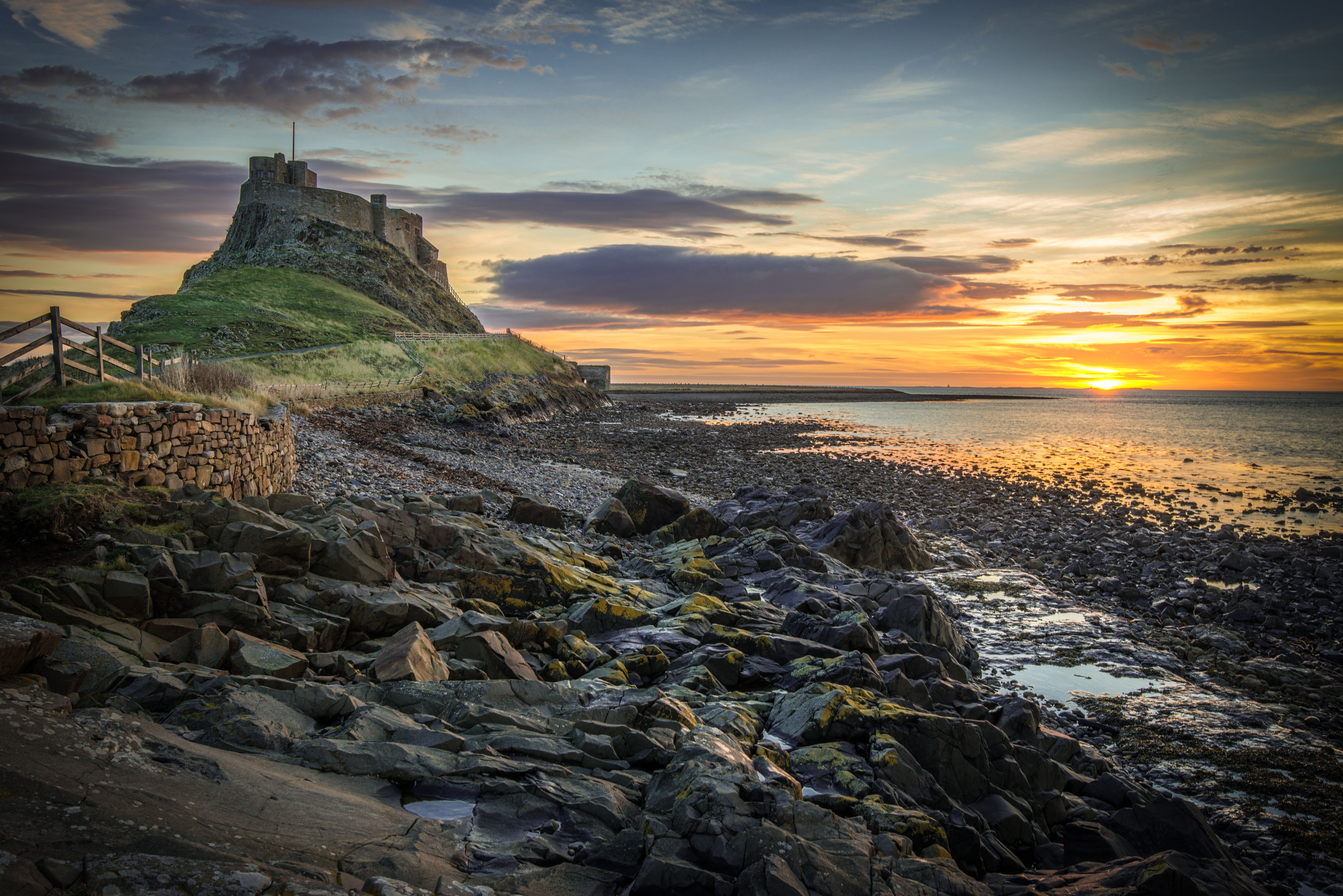
Lindisfarne Castle

Die Northumberland Coast ist ein etwa 60 km langer und maximal 2 km breiter dünn besiedelter Küstenstreifen von herausragender Schönheit (Area of Outstanding Natural Beauty (AONB)) an der Nordsee in der Grafschaft (county) Northumberland im äußersten Nordosten Englands. Die Gesamtfläche des Gebiets umfasst ca. 133 km².

## Lage
Der von zahlreichen Sandstränden mit dazwischen liegenden felsigen Abschnitten gesäumte Küstenstreifen erstreckt sich von Warkworth im Süden bis zur englisch-schottischen Grenzstadt Berwick-upon-Tweed im Norden; dazwischen liegt die Insel Lindisfarne (auch Holy Island genannt).

## Sehenswürdigkeiten
Burgruinen
Im Mittelalter wurde die überwiegend flache Küste von zahlreichen Burgen bewacht, deren Ruinen besichtigt werden können: z. B. Warkworth Castle, Alnwick Castle, Dunstanburgh Castle, Bamburgh Castle, Lindisfarne Castle.
Fischerhäfen
Craster, Seahouses
Kirchen
Im Schutzgebiet selbst und in seinem Hinterland stehen mehrere mittelalterliche Dorfkirchen.